# Korean Baduk League
La Korean Baduk League è una competizione di Go a squadre sudcoreana, organizzata dalla Hanguk Kiwon e dalla Baduk TV.
Si tratta del primo campionato a squadre professionistico, fondato nel 2004 sulla basse della precedente "Korea Dream League". Nel 2005 il campionato è stato sponsorizzato da una cooperativa agricola, mentre dal 2006 lo sponsor è la Kookmin Bank.
Nel 2012 è stata fondata la seconda serie, chiamata inizialmente Rockstar League e poi, dal 2014, Future League.
La borsa della squadra vincitrice è di 200 milioni di won, mentre quella della squadra seconda arrivata è di 100 milioni di won.

## Svolgimento
L'edizione 2022-23 è stata disputata da dodici squadre, ciascuna con otto goisti. Dieci delle squadre sono sponsorizzate da varie compagnie coreane, da cui prendono anche il nome, mentre due sono state assegnate alla federazione taiwanese e alla federazione giapponese.
Nella prima fase, le squadre si affrontano a turno, tutte contro tutte, schierando quattro giocatori ciascuna: nel caso in cui i quattro scontri finiscano con due vittorie a testa, si disputa una quinta gara. Al termine della prima fase, si compila una classifica, ordinata per vittorie di squadra e poi per vittorie individuali.
Nella seconda fase, le squadre sono assegnate a due gironi distinti, all'interno dei quali ci si incontra a turno.
I risultati delle due fasi vengono sommati nella classifica generale, che determina il tabellone a eliminazione diretta, in cui gli incontri si disputano al meglio delle tre partite: la prima e la seconda squadra si qualificano direttamente alle semifinali, mentre la terza e la quarta e la quinta e la sesta si incontrano ai quarti.

## Albo d'oro
| Anno    | Vincitrice              | Finalista               |
| ------- | ----------------------- | ----------------------- |
| 2004    | Hangame                 | -                       |
| 2005    | SG Shinsung E&C         | -                       |
| 2006    | GS Caltex               | -                       |
| 2007    | Yeongnam Ilbo           | SG Shinsung E&C         |
| 2008    | Yeongnam Ilbo           | SG Shinsung E&C         |
| 2009    | Yeongnam Ilbo           | Hangame                 |
| 2010    | Shinan Chunil Salt      | Hangame                 |
| 2011    | POSCO LED               | Hite Jinro              |
| 2012    | Hangame                 | Shinan Chunil Salt      |
| 2013    | Shinan Chunil Salt      | t-broad                 |
| 2014    | t-broad                 | Jungkwangjang           |
| 2015    | t-broad                 | Shinan Chunil Salt      |
| 2016    | t-broad                 | POSCO Chemtech          |
| 2017    | Jungkwangjang           | POSCO Chemtech          |
| 2018    | POSCO Chemtech          | Jungkwangjang           |
| 2019-20 | Korea Price Information | Celltrion               |
| 2020-21 | Celltrion               | Korea Price Information |
| 2021-22 | Beautiful Hapcheon      | Celltrion               |
| 2022-23 | Kixx                    | Jeongkwanjang Cheonnok  |
| 2023-24 | Korea Zinc              | Wonik                   |
| 2024-25 | Younglim Showroom       | Yeongam Heart of Mahan  |